# María Dolores Vilanova Alonso
María Dolores Vilanova Alonso (Oviedo, 1960) es una abogada y funcionaria española. Fue la primera mujer y primera civil en ocupar un cargo de relevancia en el ámbito de la inteligencia y la seguridad nacional de España, al ser nombrada en 2002 secretaria general del Centro Nacional de Inteligencia (CNI).

## Biografía

#### Inicio en el CESID (1984–2001)
Vilanova ingresó en el antiguo Centro Superior de Información de la Defensa (CESID)  en 1984. A lo largo de los años se especializó en contrainteligencia y fue analista en el área del Magreb. En 1986 fue nombrada jefa de la División de Contrainteligencia, con rango de subdirectora general, convirtiéndose en una de las primeras mujeres en alcanzar ese nivel jerárquico dentro del servicio. Tras varios desencuentros en la organización, dejó el CNI hasta que fue reclutada de nuevo por el director Félix Sanz.

#### Secretaria General del CNI (2002–2004)
Con la transformación del CESID en el CNI en 2002, el Gobierno español, bajo la dirección del entonces presidente José María Aznar, la nombró secretaria general del CNI, el segundo cargo en importancia dentro de la institución que dirigía Félix Sanz.
El nombramiento de Vilanova marcó un hito en la historia del espionaje español al ser la primera mujer y primera civil en ocupar un cargo de tan alto nivel dentro del servicio de inteligencia, históricamente dominado por militares.

#### Estudios y publicaciones
María Dolores Vilanova Alonso es licenciada en Derecho y posee un diploma en Estudios Internacionales. Ha contribuido en ensayos de análisis geopolítico en publicaciones especializadas.